# Симеон Недков
Симеон Иванов Недков е габровски индустриалец, конструирал и въвел в производство първите чугунени радиатори в България.

## Биография
Симеон Иванов Недков е роден в Габрово на 27 януари 1895 г. Син на индустриалеца Иван Недков. Негови братя са инж. Цветан Недков и доц. д-р Никола Недков.
Симеон Недков първо завършва Априловска гимназия в Габрово, след което следва машинно инженерство в Берлин, Германия. През 1924 г. се дипломира успешно и започва работа във фабриката на баща си. Там първоначално организира, внедрява и оглавява конструктурски отдел. По-късно под негово ръководство започват да се разработват много по-сложни конструкции, които внедревят в производството.
През 1932 г. инж. Симеон Недков проучва, подготвя и организира първото в България производство на чугунени отоплителни радиатори. Дотогава снабдяването с такива е ставало посредством внос от чужбина. По-ниската цена на родното производство и високото качество бързо налага този асортимент на пазара и осигурява много купувачи. Но тези успехи не продължават прекалено дълго. Американската фирма „Интернешънъл“ била основен доставчик и монополист на европейските пазари. За да запази своите пазарни позиции, свалила с почти 1/3 цените на радиаторите. Пазарната цена на готовата продукция станала по-ниска от стойността на суровината чугун. Така с дъмпинг принудила изкуствено фабриката да прекрати производството на радиатори.
След смъртта на своя баща /1936/, инж. Симеон Недков поема директорския пост, като отговаря за финансите, разработване на пазарите и пласмента.
След национализацията работи към Министерство на електрификацията, като проектант на електрически далекопроводи по настрояване на националната електрическа мрежа.
В личен план инж. Симеон Недков е женен за най-малката дъщеря на Васил Карагьозов – Иванка (1899 – 1962). Семейството няма деца.
Завършва земния си път на 14 март 1960 г. в Габрово.